# Fran Guerrero
Francisco Guerrero Cordero (Málaga, 30 de julio de 2003), más conocido como Fran Guerrero, es un jugador profesional de pádel español, que ocupa actualmente la 21.ª posición del ranking FIP. Juega en el drive junto a Jairo Bautista; juntos han sido una de las parejas revelación de 2024.
A día de hoy, el malagueño, Francisco Guerrero compite en  Premier Padel. Donde ha conseguido resultados impresionantes en el tramo final de temporada, que le han llevado a consolidarse en la élite y a ser considerado una de las grandes promesas del pádel mundial.

## Carrera deportiva

### Inicios
Fran Guerrero comenzó con 4 años a jugar al Tenis en Coín, Málaga. Y un año después decidió comenzar a practicar el deporte en el cual se ha convertido en profesional a los 5 años, en esas mismas instalaciones municipales, en Coín, Málaga.
Tras varios años entrenando en Coín, empezó a competir desde los 7 años en campeonatos por Andalucía  y a nivel nacional comenzó a competir con 9 años logrando ser campeón de España con Javier Leal, actual nº37 del ranking WorldPadelTour.

### Profesional
En 2022 logró su primer cuadro en Santander, en el Adeslas Santander - Cantabria Open 2022 junto a Ignacio Piotto, donde cayeron en dieciseisavos frente a Garrido y Campagnolo.
Este año lo finalizó ganando el título en el Torneo Internacional, tras ganar en la final a la dupla formada por Jesús Moya y Pablo Castillo por 6/4 6/4. Este torneo lo jugó junto al malagueño Jairo Bautista, actual compañero de el ex-número 1 del mundo, Juan Martín Díaz.
En 2023, formó pareja con Arnau Ayats. A pesar de tener que empezar los torneos desde la fase previa, consiguieron grandes resultados, llegando a octavos en el Danish Padel Open y de nuevo octavos en el Valladolid Master, con una victoria Pablo Lima e Iván Ramírez.

## Palmarés

### Campeonatos nacionales y internacionales
2017
- Campeón del Mundo con España- Selecciones menores (España), con Selección Española de Pádel
- Subcampeón de España por equipos
- Campeonato de España por selecciones autonómicas con la Selección Andaluza de Pádel

2018
- Campeonato del Master de Andalucía de Pádel por parejas

2019
- Campeón de España de Pádel por equipos
- Campeonato provincial de Málaga

2020
- Campeón Master de menores de Andalucía de Pádel
- Subcampeón campeonato de Andalucía sub 23

2021
- Campeonato de Málaga de Pádel
- Campeonato de Andalucía de menores

Referencias ==
1. ↑  «Francisco Guerrero Official Profile 2025». Padel FIP. Consultado el 10 de enero de 2025.
2. ↑  Rivas, Marina (22 de noviembre de 2024). «La pareja 100% malagueña que ha revolucionado el circuito mundial». Diario Sur. Consultado el 10 de enero de 2025.
3. ↑  «Javi Leal y Fran Guerrero, campeones del mundo». worldpadeltour.com. 24 de noviembre de 2019. Consultado el 26 de junio de 2023.
4. ↑  «Javier Leal Pérez - Perfil Oficial | World Padel Tour». worldpadeltour.com. 2 de enero de 2021. Consultado el 26 de junio de 2023.
5. ↑  «Campagnolo y Garrido despiertan a Piotto y Guerrero de su sueño». worldpadeltour.com. 10 de mayo de 2022. Consultado el 26 de junio de 2023.
6. ↑  «Finalizada la temporada 2022». elfarodemelilla.es/. 20223-06-21. Consultado el 23 de diciembre de 2022.
7. ↑  «Ayats y Guerrero miran hacia arriba». worldpadeltourdev.relevance.pro. Archivado desde el original el 23 de mayo de 2023. Consultado el 10 de enero de 2025.
8. ↑  «Ayats y Guerrero neutralizan a Lima y Ramírez en los dieciseisavos». padelworldpress.es/. 20223-06-21. Consultado el 26 de junio de 2023.

- Datos: Q121322812